# اسلبتاون (پنسیلوانیا)
اسلبتاون (به انگلیسی: Slabtown) یک منطقهٔ مسکونی در ایالات متحده آمریکا است که در شهرستان کلمبیا، پنسیلوانیا واقع شده‌است. اسلبتاون ۱٫۲۷ کیلومتر مربع مساحت و ۱۵۶ نفر جمعیت دارد و ۲۴۳٫۸۴ متر بالاتر از سطح دریا واقع شده‌است.